# Théophile Moreux
Théophile Moreux, cunoscut și ca abatele Moreux, (20 noiembrie 1867 – 13 iulie 1954) a fost un astronom și meteorolog francez.

## Viața
Moreux s-a născut în Argent-sur-Sauldre, Cher, la 20 noiembrie 1867. El a fondat Observatorul Bourges de la seminarul St Célestin din Bourges, unde a fost profesor de științe și matematică.
A observat caracteristicile de pe suprafețele Lunii și ale planetei Marte. A publicat o hartă stelară și a investigat posibilitatea existenței vieții pe alte planete și sateliți. El a fost un critic al teoriei vieții inteligente de pe Marte a lui Percival Lowell. În 1922 a publicat o revizuire a teoriilor și tehnicilor astronomice (La Revue Du Ciel).
Moreux a murit la Bourges pe 13 iulie 1954.
Craterul Moreaux de pe Marte a fost numit în onoarea lui.

## Lucrări
- Les Eclipses (1912)
- Un jour dans la Lune (1912)
- Théophile Moreux (1926). Astronomy to-day. E. P. Dutton and company.